# الدوري البحريني الممتاز 2024-25
الدوري البحريني الممتاز 2024-2025 المعروف أيضا باسم دوري ناصر بن حمد الممتاز 2024-2025 هو النسخة الثامنة والستون من الدوري البحريني الممتاز وهو أعلى دوري كرة قدم في البحرين منذ 1956.
بدأ الخالدية كحامل للقب في الموسم الماضي. البحرين وعالي والمالكية صعدوا من الدرجة الثانية.

## الفرق
شارك في هذه البطولة اثنا عشر فريق منها تسعة فرق من الموسم الماضي الذين احتلوا المراكز من الأول إلى العاشر وهم (حسب ترتيب الموسم الماضي) الخالدية، الرفاع، المحرق، الأهلي، المنامة، النجمة، الشباب، سترة، والرفاع الشرقي بالإضافة إلى الفرق التي احتلت المركزين الأول والثاني في دوري الدرجة الثانية في الموسم السابق وهما البحرين وعالي والفريق الذي تأهل من ملحق الصعود المالكية.

### تغييرات الفرق
| الصعود من دوري الدرجة الثانية 2023-24 | الهبوط من دوري الدرجة الممتازة 2023-24 |
| ------------------------------------- | -------------------------------------- |
| البحرين عالي المالكية                 | الحد الحالة البسيتين                   |

### عدد الفرق حسب المحافظة
على مستوى المحافظات يمثل محافظة العاصمة خمسة فرق وهي الأهلي والمنامة والنجمة وسترة والشباب ويمثل المحافظة الجنوبية ثلاث فرق وهي الخالدية والرفاع والرفاع الشرقي ويمثل محافظة المحرق فريقين وهما المحرق والبحرين ويمثل المحافظة الشمالية فريقين وهما عالي والمالكية.
| م | المحافظة | العدد | الفرق                                     |
| - | -------- | ----- | ----------------------------------------- |
| 1 | العاصمة  | 5     | الأهلي - المنامة - النجمة - سترة - الشباب |
| 2 | الجنوبية | 3     | الخالدية - الرفاع - الرفاع الشرقي         |
| 3 | المحرق   | 2     | المحرق - البحرين                          |
| 3 | الشمالية | 2     | عالي - المالكية                           |

### الملاعب
| الملعب                    | المدينة    | المحافظة | السعة  |
| ------------------------- | ---------- | -------- | ------ |
| ستاد البحرين الوطني       | الرفاع     | الجنوبية | 35٬000 |
| ملعب مدينة خليفة الرياضية | مدينة عيسى | الجنوبية | 20٬000 |
| ستاد المحرق               | عراد       | المحرق   | 10٬000 |
| ملعب الأهلي               | بوغزال     | العاصمة  | 10٬000 |
| ملعب مدينة حمد            | مدينة حمد  | الشمالية | 800    |

## المدربون والرعاة
| الفريق        | الرئيس                       | المدرب          | الكابتن | صانع القميص | راعي اللباس |
| ------------- | ---------------------------- | --------------- | ------- | ----------- | ----------- |
| الخالدية      | محمود جناحي                  | علي عاشور       |         |             |             |
| الرفاع        | عبد الله بن خالد آل خليفة    | هيثم جطل        |         |             |             |
| المحرق        | أحمد بن علي آل خليفة         | محمد الشملان    |         |             |             |
| الأهلي        | خالد كانو                    | أنخيل لوبيز     |         |             |             |
| المنامة       | يوسف زمان                    | عادل النعيمي    |         |             |             |
| النجمة        | عبد الرحمن بن مبارك آل خليفة | ملادين بوسافيتش |         |             |             |
| الشباب        | ميرزا أحمد                   | علي عبد المجيد  |         |             |             |
| سترة          | عبد المجيد اليماني           | دراغان تاديتش   |         |             |             |
| الرفاع الشرقي | عبد الله بن خليفة آل خليفة   | إسماعيل كرامي   |         |             |             |
| البحرين       | عبد الرحمن الخشرم            | محمد النصف      |         |             |             |
| عالي          | حسين العالي                  | ميلان ديوريتش   |         |             |             |
| المالكية      | جاسم عبد العال               | هشام الماحوزي   |         |             |             |

## تغييرات المدربين
| الفريق   | المدرب الراحل | طريقة الرحيل | تاريخ الرحيل | المركز           | المدرب القادم   | تاريخ التعيين |
| -------- | ------------- | ------------ | ------------ | ---------------- | --------------- | ------------- |
| الأهلي   | ناندينيو      | انتهاء العقد | 31 مايو 2023 | قبل بداية الموسم | أنخيل لوبيز     | 11 يونيو 2024 |
| سترة     | أحمد الدخيل   | انتهاء العقد | 31 مايو 2023 | قبل بداية الموسم | دراغان تاديتش   | 10 يونيو 2024 |
| المالكية | علي كاظم      | انتهاء العقد | 31 مايو 2023 | قبل بداية الموسم | هشام الماحوزي   | 23 يونيو 2024 |
| الرفاع   | هشام الماحوزي | انتهاء العقد | 31 مايو 2023 | قبل بداية الموسم | هيثم جطل        | 25 يوليو 2025 |
| النجمة   | أحمد حسان     | انتهاء العقد | 31 مايو 2023 | قبل بداية الموسم | ملادين بوسافيتش | 1 أغسطس 2025  |

## اللاعبون الأجانب
| الفريق        | الأجنبي 1         | الأجنبي 2         | الأجنبي 3         | الأجنبي 4         | الأجنبي 5       | أجنبي مقيم | سابقون                   |
| ------------- | ----------------- | ----------------- | ----------------- | ----------------- | --------------- | --- | ------------------------ |
| الخالدية      | ضرغام إسماعيل     | دومينيك مندي      | نصر الدين زعلاني  | صلاح اليحيائي     | غليسون دي سوزا  | نزار الرشدان محمد الغرابلي سيف عصام الدين سيدينا دابو وليد الطيب إيغور توريس أسامة بلطرش رشيد بومسوس يوسف عادل |                          |
| الرفاع        | محمد الحلاق       | جوليو سيزار       | سامي فريوي        | ويلينغتون ماتشادو | أحمد مدنية      | فينيسيوس فارغاس                                                                                                |                          |
| المحرق        | فابريسيو إيزيدورو | إبراهيم سعادة     | جيرفاسيو أوليفيرا | إليوت سيمويز      | جونينيو         | سفيان مهروق لوكاس دياز غابرييل مارتينز                                                                         |                          |
| الأهلي        | فاكوندو توباريس   | جودا أغويار       | رامون سيرينو      | جوليو فيتور       | جورجي كوكولي    | علي دومبيا وحيد أولوسيغون موسى عبد الجامع جيفا كارلوس فيغاراي                                                  | موسى كامارا              |
| المنامة       | أحمد عمار         | عصام سميري        | فرانك كوني        | خليل بدر          | فيتور جبريل     | مارسينيو فيرناندو فيكتور أبو كمارا إبراهيم سلام                                                                |                          |
| النجمة        | أيوب التليلي      | خليل قصاب         | محمد المرمور      | أنس العوضات       | جمعة جالو       | علي عمر علي كامل محمد الحسيني جونيور باريديس لامين ساماته                                                      |                          |
| الشباب        | عبد الوهاب عنان   | رايكار دوس سانتوس | نزار العثماني     | زكرياء أبرايم     | رياض إدبويغيغين | | سويبو مارو موسى باغايوكو |
| سترة          | عبد الواسع المطري | ألكسندر أمبونساه  | خليفة عيسى        | عثمان سيدو        | عثمان مالوم     | عثمان الحاج عبد الكريم ديارا بدر بشير عمران إلياس محمد الحاج إبراهيم جمال جويل فينيسيوس                        |                          |
| الرفاع الشرقي | إيبرت كاردوسو     | علي ناصر          | دافي لوبيز        | واليسون أليكس     | فيليبي هيريدا   | فارس غطاشة أحمد الكوري لويز فرناندو                                                                            |                          |
| البحرين       | دينيلسون رودريغيز | يوسف المخيزيم     | برونو ريتر        | يحيى إنفاهي       | أندرسون جونيور  | غوستافو فيليبي ميشيل روشا ماثيوس بانغويلي جبريل فاسكونسيلوس ريكاردو فيرزا                                      |                          |
| عالي          | أيلتون جونيور     | سانداي ابالو      | روبسون دا سيلفا   | ماركو غافريلوفيتش | موريسيو بريتو   | حبيب يوسف عدنان طارق                                                                                           |                          |
| المالكية      | بيكاي واد         | حليم عبو          | غودويل تشيا       | أسامة عنبر        | إسراء حموية     | إيمانويل هاموند حافظ محمد إيباكيليكي هولريش محمد أمين التازي خليل التمراني أوداه مارشال                        |                          |

## الانتقالات
- الانتقالات الصيفية 2024
- الانتقالات الشتوية 2025

## النتائج

### جدول الترتيب
| م  | الفريق        | لعب | ف | ت | خ | أ.له | أ.ع | أ.ف | نقاط | التأهل أو الهبوط                                      |
| -- | ------------- | --- | - | - | - | ---- | --- | --- | ---- | ----------------------------------------------------- |
| 1  | سترة          | 3   | 3 | 0 | 0 | 9    | 3   | +6  | 9    | التأهل إلى دور المجموعات في دوري أبطال آسيا 2 2025-26 |
| 2  | المحرق        | 3   | 2 | 1 | 0 | 11   | 3   | +8  | 7    |                                                       |
| 3  | الخالدية      | 2   | 2 | 0 | 0 | 6    | 0   | +6  | 6    |                                                       |
| 4  | البحرين       | 3   | 2 | 0 | 1 | 5    | 8   | −3  | 6    |                                                       |
| 5  | المالكية      | 3   | 1 | 2 | 0 | 3    | 2   | +1  | 5    |                                                       |
| 6  | الشباب        | 3   | 1 | 1 | 1 | 2    | 4   | −2  | 4    |                                                       |
| 7  | الرفاع        | 2   | 1 | 0 | 1 | 3    | 1   | +2  | 3    |                                                       |
| 8  | النجمة        | 3   | 1 | 0 | 2 | 6    | 8   | −2  | 3    |                                                       |
| 9  | الأهلي        | 3   | 1 | 0 | 2 | 4    | 6   | −2  | 3    | التأهل إلى ملحق الهبوط                                |
| 10 | عالي          | 3   | 0 | 1 | 2 | 4    | 6   | −2  | 1    | التأهل إلى ملحق الهبوط                                |
| 11 | المنامة       | 3   | 0 | 1 | 2 | 3    | 11  | −8  | 1    | الهبوط إلى الدرجة الثانية                             |
| 12 | الرفاع الشرقي | 3   | 0 | 0 | 3 | 4    | 8   | −4  | 0    | الهبوط إلى الدرجة الثانية                             |

### الترتيب حسب الجولة
| الفريق ╲ الجولة | 1    | 2  | 3  | 4 | 5 | 6 | 7 | 8 | 9 | 10 | 11 | 12 | 13 | 14 | 15 | 16 | 17 | 18 | 19 | 20 | 21 | 22 |  |
| --------------- | ---- | -- | -- | - | - | - | - | - | - | -- | -- | -- | -- | -- | -- | -- | -- | -- | -- | -- | -- | -- |  |
| الفريق ╲ الجولة | سترة | 4  | 2  | 1 |   |   |   |   |   |    |    |    |    |    |    |    |    |    |    |    |    |    |  |
| المحرق          | 3    | 4  | 2  |   |   |   |   |   |   |    |    |    |    |    |    |    |    |    |    |    |    |    |  |
| الخالدية        | 1    | 1  | 3  |   |   |   |   |   |   |    |    |    |    |    |    |    |    |    |    |    |    |    |  |
| البحرين         | 3    | 3  | 4  |   |   |   |   |   |   |    |    |    |    |    |    |    |    |    |    |    |    |    |  |
| المالكية        | 5    | 5  | 5  |   |   |   |   |   |   |    |    |    |    |    |    |    |    |    |    |    |    |    |  |
| الشباب          | 10   | 8  | 6  |   |   |   |   |   |   |    |    |    |    |    |    |    |    |    |    |    |    |    |  |
| الرفاع          | 2    | 6  | 7  |   |   |   |   |   |   |    |    |    |    |    |    |    |    |    |    |    |    |    |  |
| النجمة          | 11   | 11 | 8  |   |   |   |   |   |   |    |    |    |    |    |    |    |    |    |    |    |    |    |  |
| الأهلي          | 9    | 7  | 9  |   |   |   |   |   |   |    |    |    |    |    |    |    |    |    |    |    |    |    |  |
| عالي            | 8    | 9  | 10 |   |   |   |   |   |   |    |    |    |    |    |    |    |    |    |    |    |    |    |  |
| المنامة         | 12   | 12 | 11 |   |   |   |   |   |   |    |    |    |    |    |    |    |    |    |    |    |    |    |  |
| الرفاع الشرقي   | 7    | 10 | 12 |   |   |   |   |   |   |    |    |    |    |    |    |    |    |    |    |    |    |    |  |

### جدول النتائج
| المضيف \ الضيف | الأهلي | البحرين | الخالدية | الرفاع | الرفاع الشرقي | سترة | الشباب | عالي | المالكية | المحرق | المنامة | النجمة |
| -------------- | ------ | ------- | -------- | ------ | ------------- | ---- | ------ | ---- | -------- | ------ | ------- | ------ |
| الأهلي         | —      | 0–1     |          |        |               |      |        |      |          |        |         |        |
| البحرين        |        | —       |          |        | 2–1           |      |        |      |          |        |         |        |
| الخالدية       |        |         | —        | 1–0    |               |      |        |      |          |        |         |        |
| الرفاع         |        |         |          | —      |               |      |        |      |          |        |         | 3–0    |
| الرفاع الشرقي  |        |         |          |        | —             |      |        |      | 1–2      |        |         | 2–4    |
| سترة           | 3–1    |         |          |        |               | —    |        | 2–1  |          |        | 4–1     |        |
| الشباب         |        |         |          |        |               |      | —      |      | 0–0      |        |         |        |
| عالي           |        |         |          |        |               |      | 1–2    | —    |          |        |         |        |
| المالكية       |        |         |          |        |               |      |        |      | —        | 1–1    |         |        |
| المحرق         |        | 7–2     |          |        |               |      | 3–0    |      |          | —      |         |        |
| المنامة        |        |         | 0–5      |        |               |      |        | 2–2  |          |        | —       |        |
| النجمة         | 2–3    |         |          |        |               |      |        |      |          |        |         | —      |

## إحصائيات الموسم

### قائمة الهدافين
آخر تحديث 22 أكتوبر 2024.
| الترتيب | اللاعب (النادي) | الأهداف |
| ------- | --- | ------- |
| 1       | جونينيو (المحرق) | 5       |
| 2       | موريسيو بريتو (عالي) | 3       |
| 3       | فاكوندو توباريس (الأهلي) فينيسيوس فارغاس (الرفاع) لويز فرناندو (الرفاع الشرقي) جويل فينيسيوس عثمان الحاج عمران إلياس (سترة) عيسى البري (المالكية) حسين عبد الكريم (المحرق) إبراهيم الختال (المنامة) محمد الرميحي محمد المرمور (النجمة) | 2       |
| 4       | سيد مهدي شرف عبد الله الحشاش (الأهلي) أندرسون جونيور غابرييل مونتيرو عبد الرحمن سيد ميشيل دارلين نواف الخالدي (البحرين) إيغور توريس سيدينا دابو غليسون دي سوزا كميل الأسود مهدي الحميدان مهدي عبد الجبار (الخالدية) سامي فريوي (الرفاع) تياغو أوغوستو واليسون أليكس (الرفاع الشرقي) سونغالو عيسى عبد الواسع المطري محمد الحاج (سترة) سيد إبراهيم علوي مجتبى عبد علي (الشباب) عبد الرحمن أحمدي (عالي) أوداه مارشال (المالكية) أحمد الشروقي إليوت سيمويز عبد الوهاب المالود محمد الحردان (المحرق) حسن عبد النبي (المنامة) أنس العوضات (النجمة) | 1       |

### الشباك النظيفة
آخر تحديث 4 أكتوبر 2024.
| الترتيب | اللاعب (النادي)                                                                                               | الشباك النظيفة |
| ------- | --- | -------------- |
| 1       | عمار محمد (الخالدية)                                                                                          | 2              |
| 2       | سيد محسن علي (البحرين) أحمد مدنية (الرفاع) حمد الدوسري (الشباب) غودويل تشيا (المالكية) سيد محمد جعفر (المحرق) | 1              |

### أفضل لاعب في الجولة
| - الجولة الأولى: جونينيو (المحرق) - الجولة الثانية: عبد الله الزايد (البحرين) - الجولة الثالثة: - الجولة الرابعة: - الجولة الخامسة: - الجولة السادسة: - الجولة السابعة: - الجولة الثامنة: - الجولة التاسعة: - الجولة العاشرة: - الجولة الحادية عشر: | - الجولة الثانية عشر: - الجولة الثالثة عشر: - الجولة الرابعة عشر: - الجولة الخامسة عشر: - الجولة السادسة عشر: - الجولة السابعة عشر: - الجولة الثامنة عشر: - الجولة التاسعة عشر: - الجولة العشرون: - الجولة الحادية والعشرون: - الجولة الثانية والعشرون: |

### أجمل هدف في الجولة
| - الجولة الأولى: جونينيو (المحرق) - الجولة الثانية: كميل الأسود (الخالدية) - الجولة الثالثة: - الجولة الرابعة: - الجولة الخامسة: - الجولة السادسة: - الجولة السابعة: - الجولة الثامنة: - الجولة التاسعة: - الجولة العاشرة: - الجولة الحادية عشر: | - الجولة الثانية عشر: - الجولة الثالثة عشر: - الجولة الرابعة عشر: - الجولة الخامسة عشر: - الجولة السادسة عشر: - الجولة السابعة عشر: - الجولة الثامنة عشر: - الجولة التاسعة عشر: - الجولة العشرون: - الجولة الحادية والعشرون: - الجولة الثانية والعشرون: |

### أفضل مدرب في الجولة
| - الجولة الأولى: هشام الماحوزي (المالكية) - الجولة الثانية: هشام الماحوزي (المالكية) - الجولة الثالثة: - الجولة الرابعة: - الجولة الخامسة: - الجولة السادسة: - الجولة السابعة: - الجولة الثامنة: - الجولة التاسعة: - الجولة العاشرة: - الجولة الحادية عشر: | - الجولة الثانية عشر: - الجولة الثالثة عشر: - الجولة الرابعة عشر: - الجولة الخامسة عشر: - الجولة السادسة عشر: - الجولة السابعة عشر: - الجولة الثامنة عشر: - الجولة التاسعة عشر: - الجولة العشرون: - الجولة الحادية والعشرون: - الجولة الثانية والعشرون: |